# Лан (Ена)
Лан (фр. Laon) — місто та муніципалітет у Франції, у регіоні О-де-Франс. Адміністративний центр департаменту Ена. Колишній центр Ланського єпископства-герцогства. Окраса міста — Ланський собор (Ланський Нотр-Дам), взірець французької готики, стара катедра ланських єпископів. Населення — 24 066 осіб (2022).
Муніципалітет розташований на відстані близько 125 км на північний схід від Парижа, 105 км на схід від Ам'єна.

## Назва
Це давнє поселення франків. Римляни створили тут укріплення, яке називали «Laudunum», скорочене від нього — Лан.

## Історія
У 487—1790 роках Лан був центральним містом Ланського єпископства. Воно керувалося єпископом Ланським, що мав титул герцога і пера Франції.
З Лана походила Бертрада, мати короля Карла Великого, а також королі Лотар III та Людовик IV. Місто мало столичне значення до 987 року, доки франкський король Гуго Капет не переніс столицю в місто Париж.
Місто було поділене на два райони — на горі, що височить на 188 метрів, та нижню частину.

## Туризм
- Ланський собор (Ланський Нотр-Дам) — катедральний собор XIII століття.
- Каплиця тамплієрів XIII століття.
- Церква святого Мартина

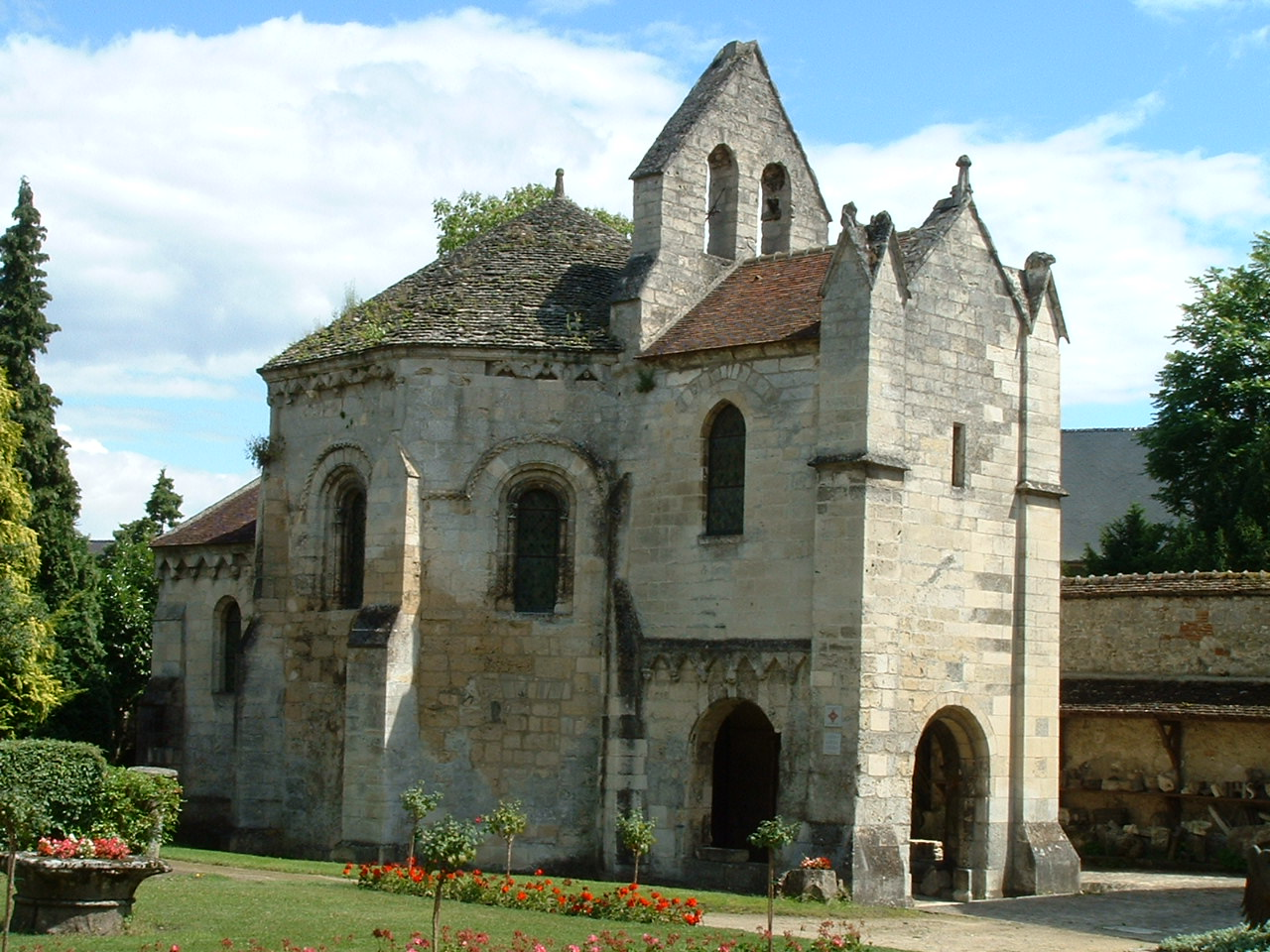
Каплиця тамплієрів
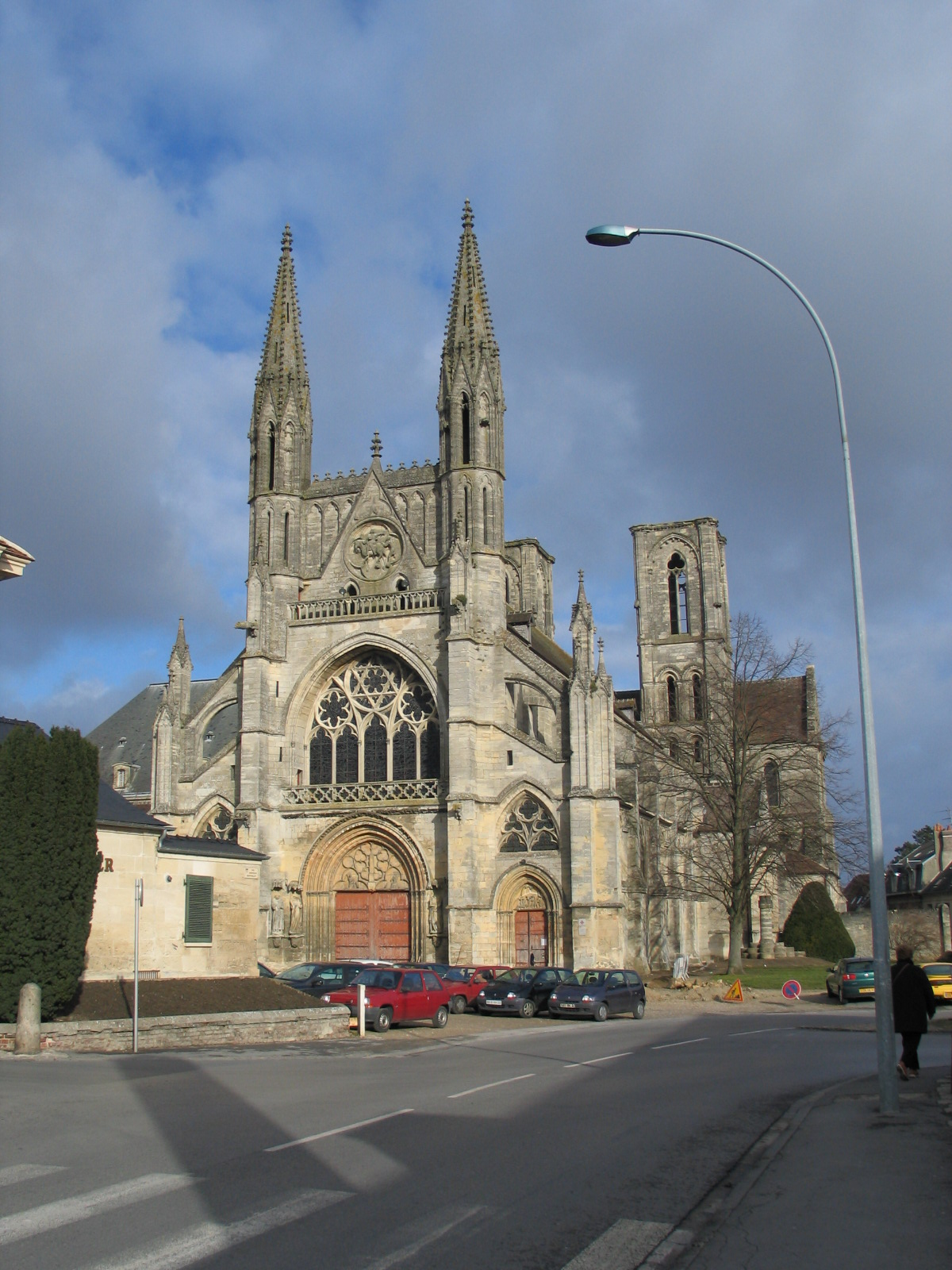
Церква святого Мартина
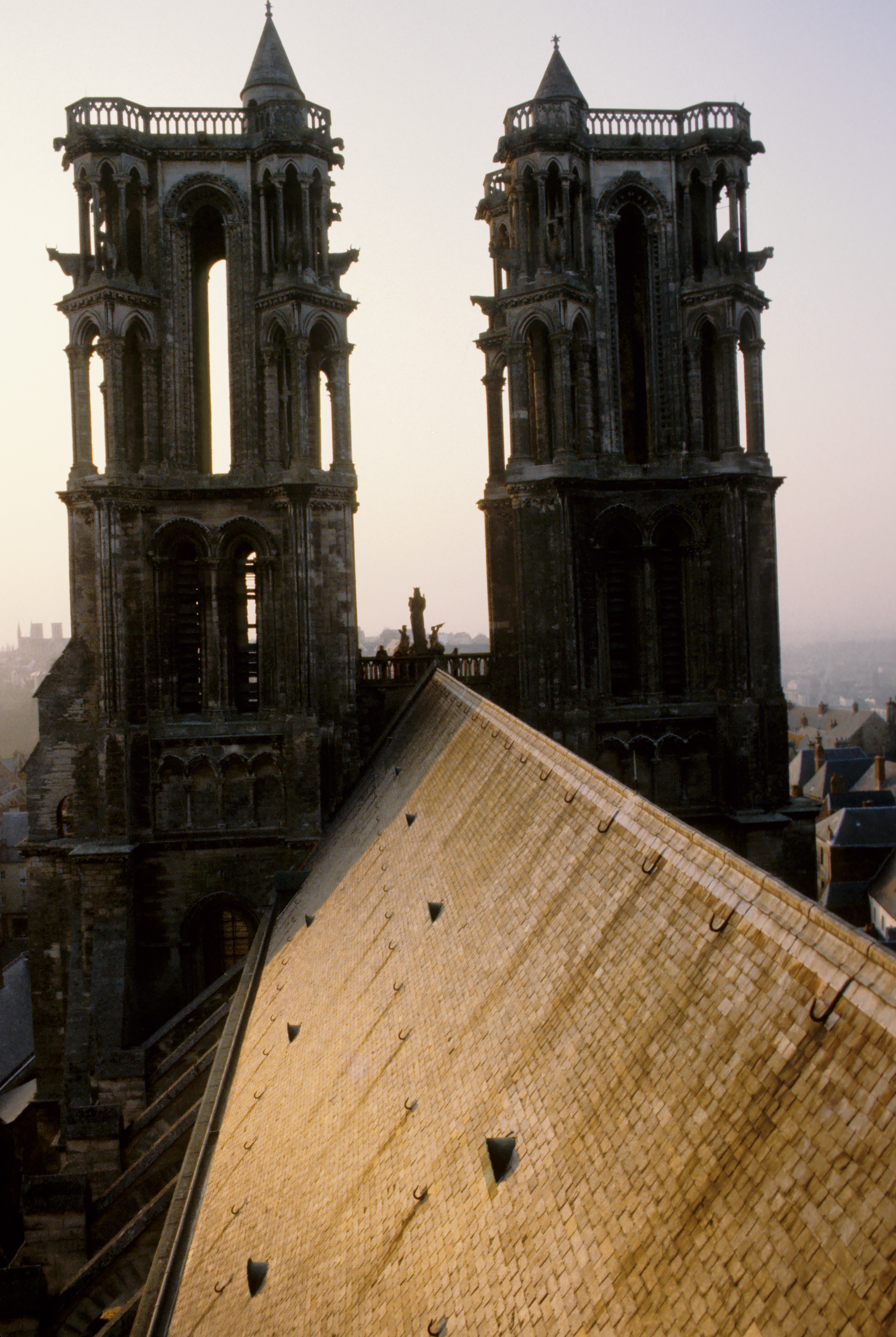
Дах собору і західні вежі
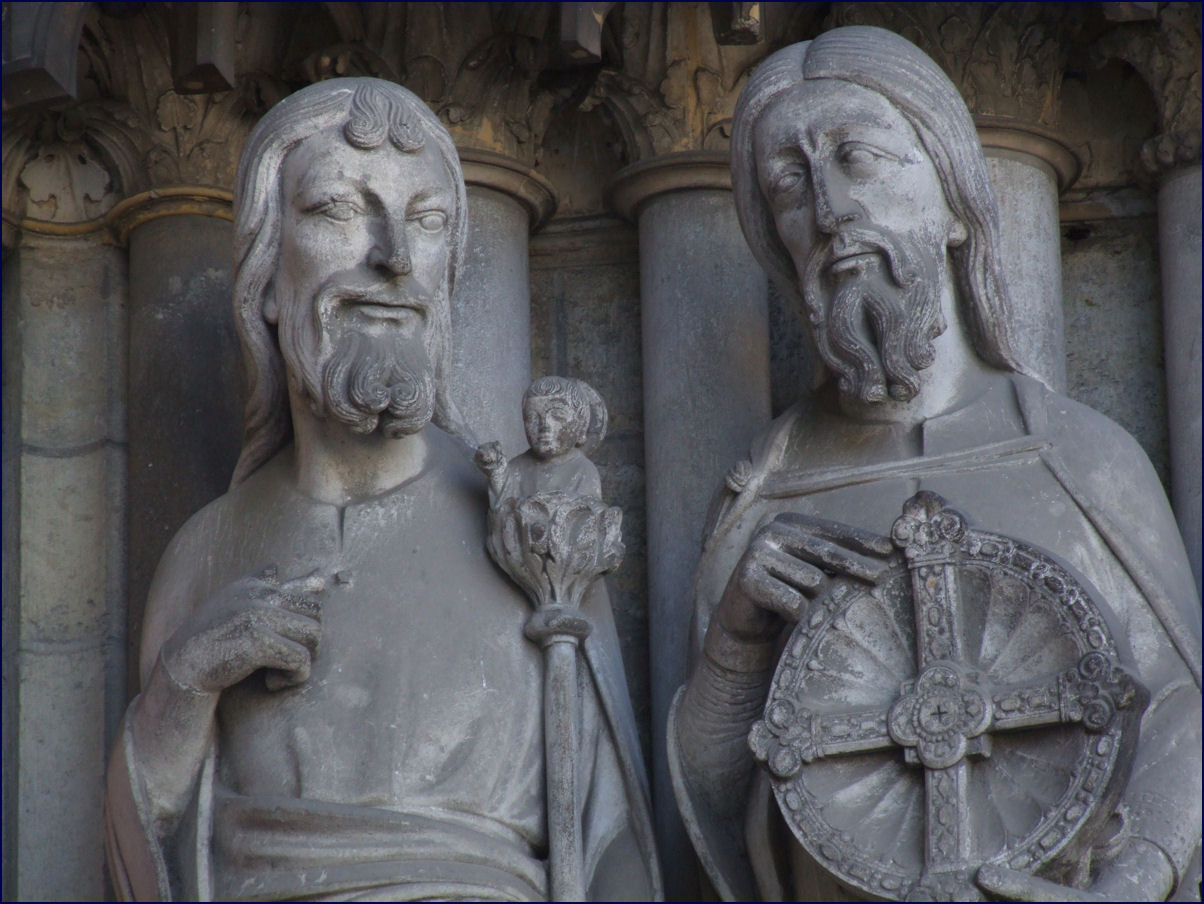
Готична скульптура собору.

## Демографія
Динаміка населення (Cassini і INSEE ):
Розподіл населення за віком та статтю (2006):
| Стать | Всього | До 15 років | 15-24 | 25-44 | 45-64 | 65-85 | Понад 85 |
| --- | ------ | ----------- | ----- | ----- | ----- | ----- | -------- |
| Чоловіки | 12 317 | 2530        | 2070  | 3461  | 2791  | 1319  | 146      |
| Жінки | 14 208 | 2439        | 2175  | 3668  | 3234  | 2307  | 385      |
| \| Статево-вікова піраміда \| Статево-вікова піраміда \| Статево-вікова піраміда \| \| ----------------------- \| ----------------------- \| ----------------------- \| \| Чоловіки \| Вік \| Жінки \| \| 146 \| 85 + \| 385 \| \| 262 \| 80-84 \| 579 \| \| 362 \| 75-79 \| 648 \| \| 332 \| 70-74 \| 615 \| \| 363 \| 65-69 \| 465 \| \| 412 \| 60-64 \| 509 \| \| 702 \| 55-59 \| 790 \| \| 779 \| 50-54 \| 953 \| \| 898 \| 45-49 \| 982 \| \| 847 \| 40-44 \| 934 \| \| 738 \| 35-39 \| 832 \| \| 825 \| 30-34 \| 886 \| \| 1051 \| 25-29 \| 1016 \| \| 1140 \| 20-24 \| 1179 \| \| 930 \| 15-20 \| 996 \| \| 785 \| 10-14 \| 789 \| \| 809 \| 5-9 \| 723 \| \| 936 \| 0-4 \| 927 \| |        |             |       |       |       |       |          |
| Статево-вікова піраміда |        |             |       |       |       |       |          |
| Чоловіки | Вік    | Жінки       |       |       |       |       |          |
| 146 | 85 +   | 385         |       |       |       |       |          |
| 262 | 80-84  | 579         |       |       |       |       |          |
| 362 | 75-79  | 648         |       |       |       |       |          |
| 332 | 70-74  | 615         |       |       |       |       |          |
| 363 | 65-69  | 465         |       |       |       |       |          |
| 412 | 60-64  | 509         |       |       |       |       |          |
| 702 | 55-59  | 790         |       |       |       |       |          |
| 779 | 50-54  | 953         |       |       |       |       |          |
| 898 | 45-49  | 982         |       |       |       |       |          |
| 847 | 40-44  | 934         |       |       |       |       |          |
| 738 | 35-39  | 832         |       |       |       |       |          |
| 825 | 30-34  | 886         |       |       |       |       |          |
| 1051 | 25-29  | 1016        |       |       |       |       |          |
| 1140 | 20-24  | 1179        |       |       |       |       |          |
| 930 | 15-20  | 996         |       |       |       |       |          |
| 785 | 10-14  | 789         |       |       |       |       |          |
| 809 | 5-9    | 723         |       |       |       |       |          |
| 936 | 0-4    | 927         |       |       |       |       |          |

## Особи, пов'язані з містом
- Св. Ремігій
- Бертрада, мати короля Карла Великого
- Людовик IV (920/921 — 954) — король Франції з 936 по 954 з династії Каролінгів
- Лотар (941—986) — французький король з 954 року з династії Каролінгів
- Адальберон Ланський (947—1030/1031) — єпископ Ланський
- Лотар III — франкський король
- Віллар де Оннекур (бл. 1195 — бл.1266), архітектор доби готики
- Луї Лєнен (1593—1648), французький художник
- Ніколя Лєбеґ (1631—1702) — французький композитор, клавесиніст та органіст.

## Економіка
2010 року серед 17 135 осіб працездатного віку (15—64 років) 11 574 були активними, 5561 — неактивною (показник активності 67,5%, у 1999 році було 68,1%). З 11 574 активних мешканців працювало 9265 осіб (4887 чоловіків та 4378 жінок), безробітними було 2309 (1097 чоловіків та 1212 жінок). Серед 5561 неактивної 1658 осіб було учнями чи студентами, 1394 — пенсіонерами, 2509 були неактивними з інших причин.

У 2010 році в муніципалітеті числилось 11347 оподаткованих домогосподарств, у яких проживали 24391,0 особи, медіана доходів виносила 14 522 євро на одного особоспоживача

## Міста-побратими
- Soltau, Німеччина
- Вінчестер, Велика Британія